# 星突江鲽
星突江鲽（学名：Platichthys stellatus），又名星斑川鰈，为鲽科江鲽属的鱼类，又名江鲽、鹰斑鲽、棘鲽、沼鲽、星点石鲽、珍珠鲽、黄金鲽等。分布于北达日本、俄罗斯、加拿大及美国太平洋沿岸以及吉林省珲春市防川大队图们江等，属于北太平洋北部近海鱼类，棲息深度0-600公尺，體長可達62公分，棲息在底層水域，主要以多毛類及片腳類為食，可作為食用魚。其一般生活于亦进入淡水区。该物种的模式产地在堪察加半岛、阿留申群岛等。
星突江鲽會與多個物科雜交，產生新的物種。茲詳列如下：
- 与美国的副眉鲽（Parophrys vetulus）：產生强鲽（Inopsetta ischyra）
- 与石鲽（Kareius bicoloratus）：產生Pseudoplatichthys oshorensis

杂交后代在白令海、日本海、旧金山、加利福尼亚均有发现。